# Parker, Colorado
Parker är en stad (town) i Douglas County, i delstaten Colorado, USA. Enligt United States Census Bureau har staden en folkmängd på 46 363 invånare (2011) och en landarea på 53 km².